# Bangelāyān
Bangelāyān (persiska: بنگلايان, بَنگُلان) är en ort i Iran.   Den ligger i provinsen Hormozgan, i den sydöstra delen av landet, 1 000 km sydost om huvudstaden Teheran. Bangelāyān ligger 599 meter över havet och antalet invånare är 187.
Terrängen runt Bangelāyān är lite bergig. Runt Bangelāyān är det ganska glesbefolkat, med 50 invånare per kvadratkilometer. Närmaste större samhälle är Tal-e Gerdū, 13,1 km väster om Bangelāyān. Omgivningarna runt Bangelāyān är i huvudsak ett öppet busklandskap.